# Bearsville Studios
Bearsville Studios bylo nahrávací studio v Bearsville v americkém státě New York. Otevřeno bylo v roce 1969 Albertem Grossmanem, manažerem Boba Dylana, skupiny The Band a dalších. Grossman studio řídil až do své smrti v roce 1986. Následně vedení studia převzala vdova Sally Grossman. Studio spolupracovalo s vydavatelstvím Bearsville Records, jehož majitelem byl rovněž Grossman. Mezi hudebníky, kteří ve studiu nahrávali svá alba, patřili například Patti Smith, Iggy Pop a John Sebastian či skupiny They Might Be Giants a Rush. Sally Grossman v roce 2004 nabídla k prodeji za 725 tisíc dolarů.